# High Speed 1
«Хай Спид 1» (англ. High speed 1, HS1; ранее Channel Tunnel Rail Link, CTRL) — высокоскоростная железная дорога в Великобритании, соединяющая лондонский вокзал Сент-Панкрас и Евротоннель. На линии расположены станции: Stratford International в Лондоне, Ebbsfleet International и Ashford International в графстве Кент. Используется для движения международных поездов Eurostar (с 2003 года), а также внутренних поездов (с 2009 года). Общая протяжённость составляет 108 километров.

## Предыстория
Линия высокоскоростной железной дороги LGV Nord функционирует между туннелем через Ла-Манш и окраинами Парижа с момента открытия туннеля в 1994 году. Её открытие позволило поездам железнодорожной компании Eurostar передвигаться со скоростью до 300 км/ч (186 миль/ч) на этом участке пути. Аналогичная высокоскоростная линия HSL1 в Бельгии от французской границы до Брюсселя открылась в 1997 году.  В Великобритании же поезда Eurostar могли двигаться со скоростью не более 160 км/ч по существующим путям между лондонским Ватерлоо и тоннелем под Ла-Маншем. Эти пути использовались совместно с локальным трафиком, что ограничивало количество услуг по перевозке и ставило под угрозу надежность.
Необходимость высокоскоростной линии, аналогичной континентальной части маршрута, была признана директивными органами, и строительство линии было санкционировано парламентом законом "О железнодорожном сообщении через Ла-Манш 1996 года", в который были внесены поправки законом "О железнодорожном сообщении через Ла-Манш 2008 г." (дополнительные положения)
Первый проект, разработанный British Rail в начале 1970-х годов для маршрута, проходящего через Тонбридж, встретил значительное сопротивление по экологическим и социальным причинам, особенно со стороны Leigh Action Group и Surrey & Kent Action on Rail (SKAR). Был создан специальный комитет под руководством сэра Александра Кэрнкросса; но министр окружающей среды Энтони Кросланд объявил, что проект отменен вместе с планом самого туннеля.
Следующий план железнодорожной ветки туннеля под Ла-Маншем включал в себя туннель через Лондон на юго-востоке, и подземный терминал в районе станции King's Cross. Позднее изменение планов, главным образом вызванное желанием заместителя премьер-министра Майкла Хезелтина возродить город на востоке Лондона, привело к изменению маршрута: теперь линия приближалась к Лондону с востока. Это открыло возможность использования малозагруженной станции St Pancras в качестве конечной остановки с пересечением через Северную лондонскую линию.
Идея использования линии Северного Лондона оказалась иллюзорной, и в 1994 году министр транспорта Джон МакГрегор отверг ее как слишком сложную для строительства и наносящую ущерб окружающей среде. Идея использования станции St Pancras в качестве новой конечной станции была сохранена, хотя теперь она связана 20 километрами по специально построенным туннелям с Дагенхэмом через Стратфорд.
Лондонские и континентальные железные дороги (LCR) были выбраны правительством Великобритании в 1996 году в качестве подрядчика для строительства линии и реконструкции станции St Pancras, а также для приобретения британской доли в операциях Eurostar (Великобритания). Первоначальными членами консорциума LCR были National Express, Virgin Group, S.G. Warburg & Co, Bechtel и London Electric. Пока проект находился в стадии разработки British Rail, им управляла Union Railways, которая стала 100-процентной дочерней компанией LCR. 14 ноября 2006 года LCR приняла название "High Speed 1" в качестве торговой марки готовой железной дороги. Официальное законодательство, документация и вывески со стороны линий по-прежнему ссылаются на «CTRL».

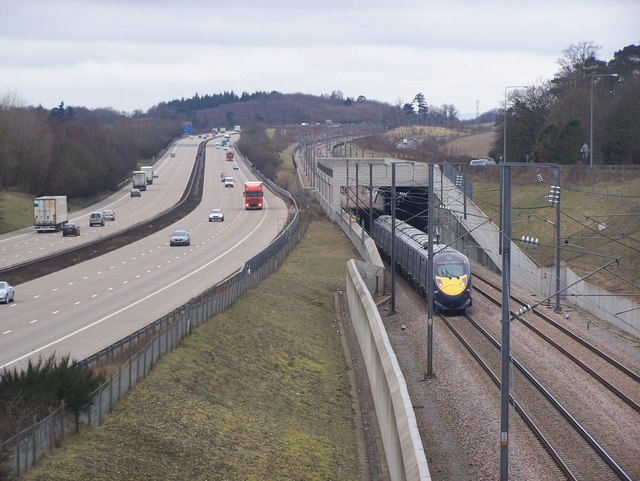
High Speed 1, идущая вдоль автомагистрали М20 в Кенте

## Первая очередь
Дата открытия: 28 сентября 2003
Протяжённость: 74 километра
Первая очередь позволила сократить время поездки из Лондона в Париж с 2 часов 56 минут до 2 часов 35 минут, из Лондона в Брюссель с 2 часов 32 минут до 2 часов 11 минут.

## Вторая очередь
Дата открытия: 14 ноября 2007
Протяжённость: 39 километров
Вторая очередь позволила сократить время поездки из Лондона в Париж с 2 часов 35 минут до 2 часов 15 минут, из Лондона в Брюссель с 2 часов 11 минут до 1 часа 51 минуты, тем самым линия была завершена. Поезда были переведены с вокзала Ватерлоо на Сент-Панкрас, в результате чего поезда Евростар окончательно прекратили использовать старую линию, перестав тем самым использовать нижние токосьёмники, получающие питание с третьего рельса.

## Общие сведения
Линия электрифицирована с помощью контактной сети 25 кВ 50 Гц, однако ранее на территории Великобритании поезда получали питание с помощью третьего рельса. Ширина колеи — 1435 мм. Максимальная скорость для поездов Евростар — 300 км/ч, а для поездов Джавелин на внутренних линиях — 230 км/ч. Используется французская система внутрикабинной сигнализации TVM и KVB, а также британской AWS/TPWS.